# Ljubica Peršinović
Ljubica Peršinović (17. rujna 1970.) je hrvatska rukometašica.
S hrvatskom seniorskom reprezentacijom osvojila je srebro na Mediteranskim igrama 1997. godine.